# Łotewskie Siły Zbrojne
Łotewskie Narodowe Siły Zbrojne (łot. Latvijas Nacionālie bruņotie spēki albo NBS) – liczą 5910 ludzi. Składają się z wojsk lądowych, marynarki wojennej, sił powietrznych, żandarmerii wojskowej, oraz obrony krajowej.
Wojsko łotewskie jest zawodowe, ostatni żołnierze z poboru opuścili koszary w 2006 roku.
Łotwa współpracuje z Estonią i Litwą we wspólnym batalionie piechoty BALTBAT i morskim dywizjonie BALTRON.

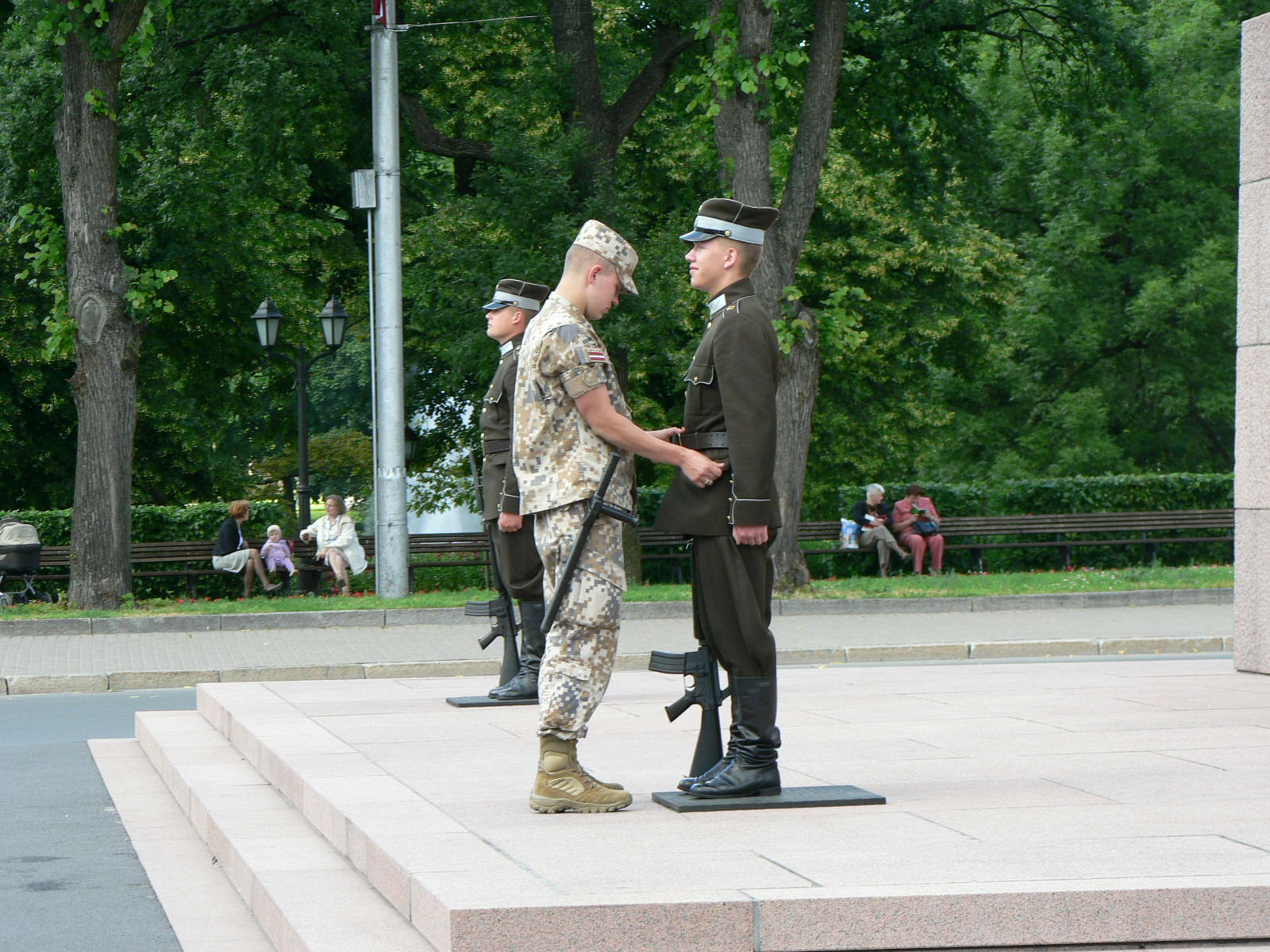
Żołnierze batalionu sztabowego NBS pod pomnikiem wolności w Rydze. Żołnierz w mundurze polowym poprawia mundur żołnierza posterunku honorowego

## Wojska lądowe

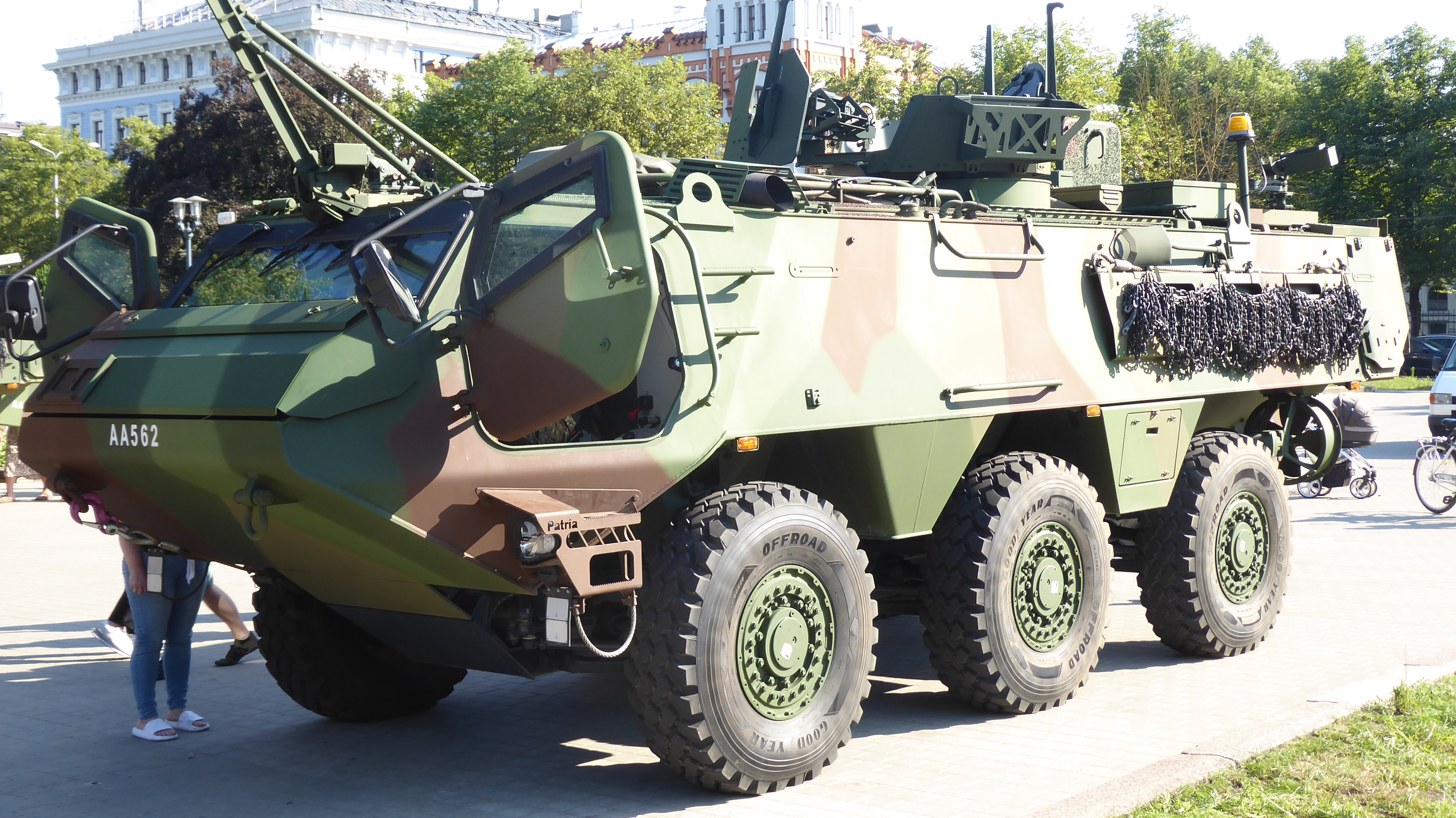
Kołowy transporter opancerzony Patria 6x6 łotewskich Narodowych Sił Zbrojnych (NBS).

Łotewskie wojska lądowe (łot.Latvijas Sauszemes spēki) liczą około 6500 żołnierzy zawodowych oraz 8000 żołnierzy Gwardii Narodowej. Regularny komponent wojsk lądowych to brygada lekkiej piechoty (łot. Kājnieku brigāde) w składzie 2 batalionów: LATBAT/1 batalion piechoty (łot. 1.kājnieku bataljons), oraz 2 batalion piechoty (łot. 2.kājnieku bataljons) i poddziały wsparcia, oraz jednostki specjalnego przeznaczenia (łot. Speciālo uzdevumu vienība) – dawniej będąca w strukturach sił morskich. Komponent rezerwowy stanowi obrona krajowa mająca 32 bataliony lekkiej piechoty

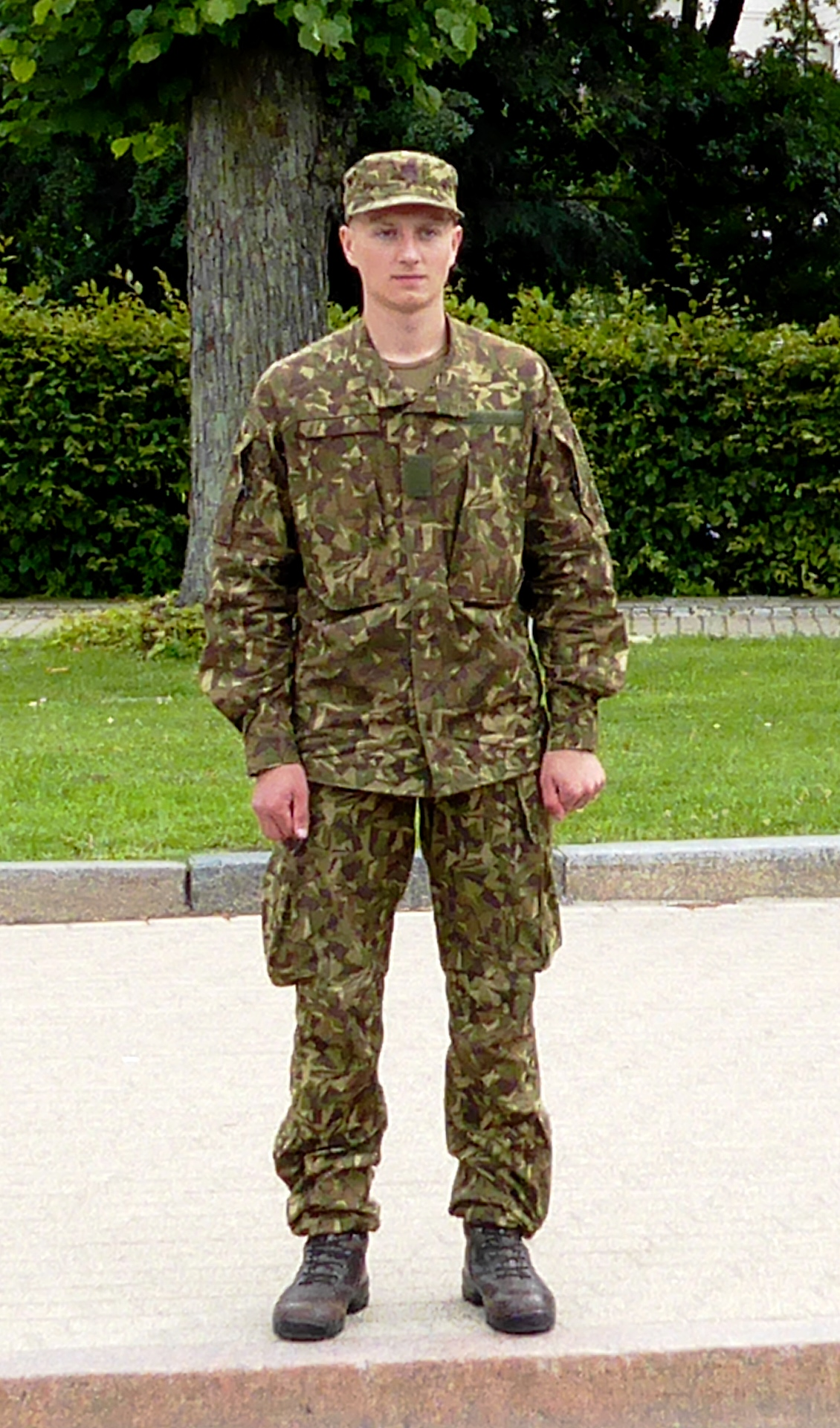
Żołnierz łotewski w mundurze polowym WoodLAtPat.

## Marynarka wojenna
Marynarka wojenna (łot. Jūras spēki) liczy 797 osób. Składa się z flotylli okrętów wojennych w Lipawie i flotylli straży wybrzeża w Rydze. Okrętem flagowym jest stawiacz min Virsaitis.

## Siły powietrzne
Łotewskie Siły Powietrzne (łot. Gaisa spēki) liczą 247 osób. Posiadają m.in. śmigłowce Mi-2 i Mi-8. Obronę powietrzną Łotwy zapewnia NATO, które utrzymuje bazujący na Litwie klucz myśliwski (zobacz Baltic Air Policing) patrolujący przestrzeń powietrzną trzech krajów bałtyckich.

## Obrona krajowa
Licząca 10 385 żołnierzy obrona krajowa (łot. Zemessardze), to zorganizowane rezerwy składające się z ochotników rekrutowanych na zasadach milicyjnych. Zorganizowana w oddzielne bataliony ZS straciła na znaczeniu, po wstąpieniu Łotwy do NATO.

## Żandarmeria wojskowa

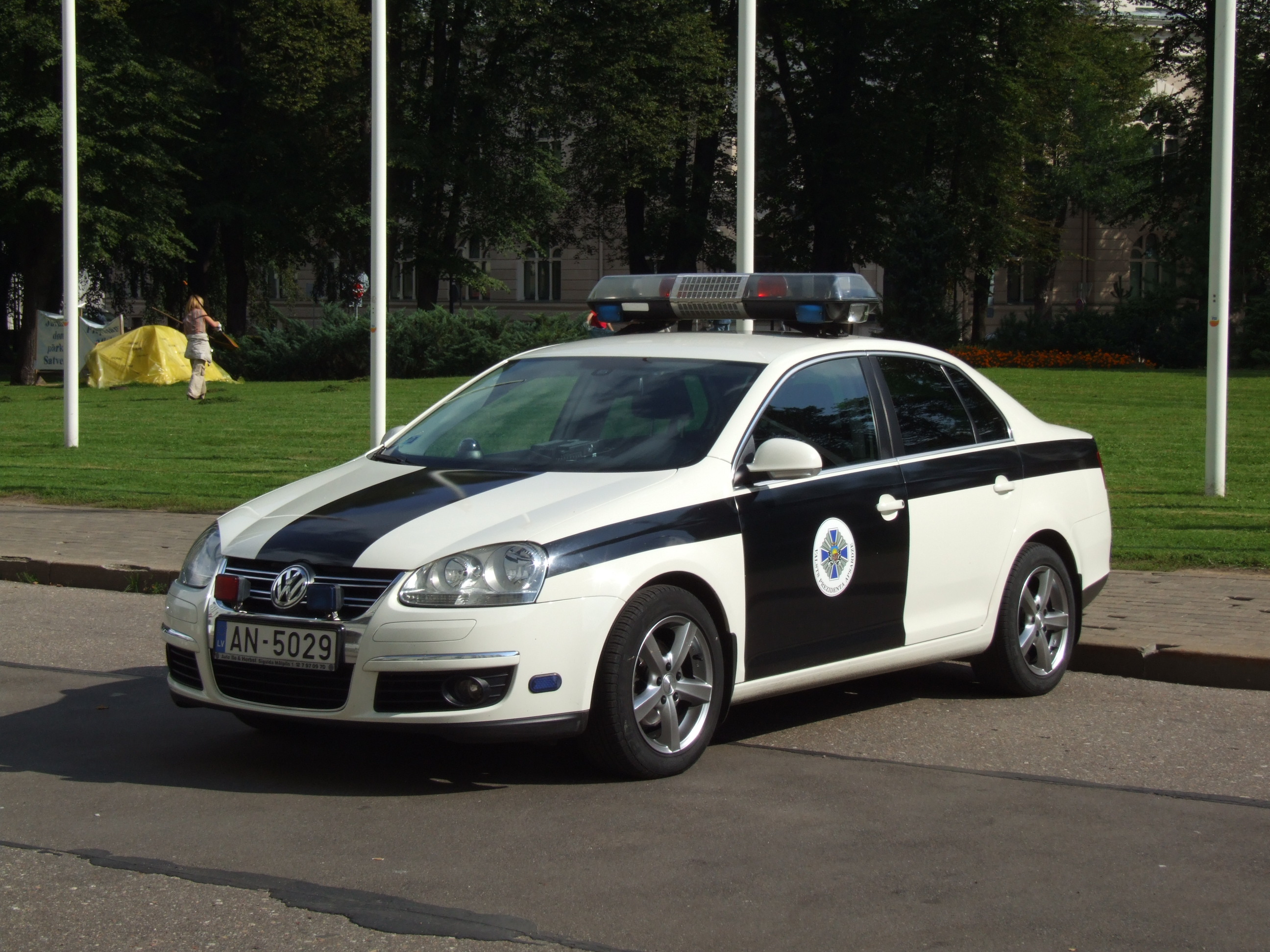
Samochód służby bezpieczeństwa sejmu i prezydenta przed zamkiem w Rydze

W strukturze NBS żandarmeria wojskowa (łot. Militārā policija) jest oddzielnym rodzajem wojsk. Funkcjonariusze żandarmerii chodzą w mundurach wojsk lądowych z czerwonymi beretami jako nakryciami głowy.
Służba bezpieczeństwa sejmu i prezydenta państwa (łot. Saeimas un Valsts prezidenta drošības dienesta) – to odpowiednik polskiego BOR-u, jej funkcjonariusze – zarówno umundurowani, jak i nieumundurowani ochraniają najważniejsze obiekty i osoby sprawujące najwyższe urzędy państwowe, oraz gości zagranicznych. Do końca 2008 roku była osobnym rodzajem sił zbrojnych. Z dniem 1 stycznia 2009 została włączona jako osobna jednostka do żandarmerii wojskowej.
Wieczorem 13 stycznia 2009 roku, umundurowane pododdziały DD wzięły udział w starciach z demonstrantami, usiłującymi opanować budynek sejmu.
Bezpośrednio dowódcy NBS podlegają również:
- sztab NBS, wraz z batalionem sztabowym (łot. NBS Štāba bataljons), który wypełnia również funkcje jednostki reprezentacyjnej Sił Zbrojnych.
- Narodowa Akademia Obrony (łot. Nacionālā aizsardzības akadēmija), oraz ośrodki szkoleniowe

## Misje zagraniczne

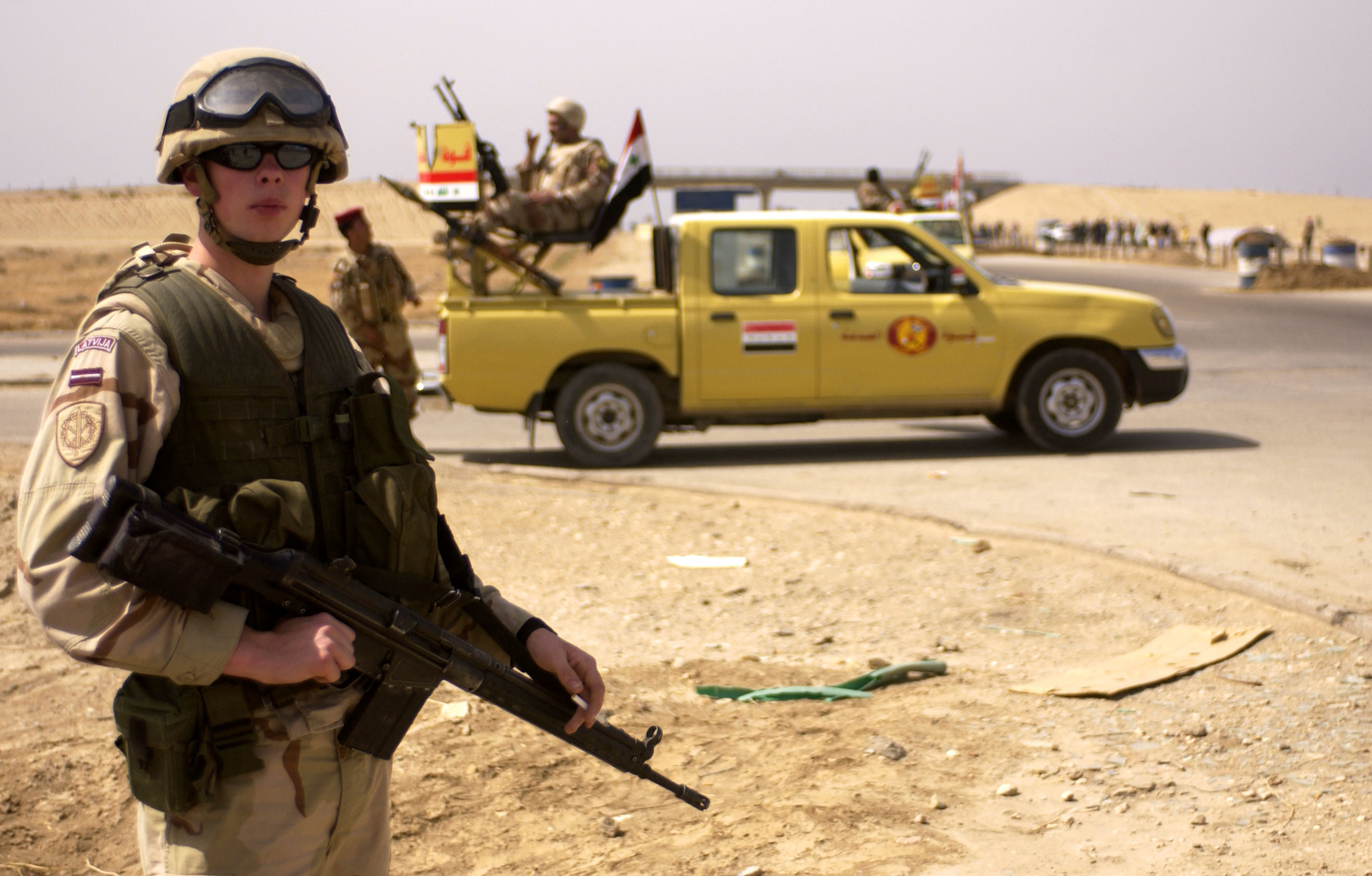
Łotewski żołnierz w Iraku

Jeszcze na etapie ubiegania się o członkostwo w NATO, Łotewskie siły zbrojne zaczęły brać udział w zagranicznych misjach wojskowych. Żołnierze łotewscy uczestniczyli w misjach w:
- Bośni i Hercegowinie
- Kosowie
- Iraku
- Afganistanie

W Iraku Łotysze działali w ramach dywizji wielonarodowej pod polskim dowództwem, co owocowało w początkowym okresie korzystaniem przez kontyngent łotewski podczas patroli z polskich środków transportu (Tarpan Honker, oraz Star).